# باتريسيو أبرهام
باتريسيو أبرهام (بالإسبانية: Patricio Abraham)‏ (ولد في 19 مارس 1982 في روساريو (روساريو)، الأرجنتين) وهو لاعب كرة قدم أرجنتيني يلعب حاليا لنادي سارمينتو دي ليونيس.

## وصلات خارجية
- باتريسيو أبرهام على موقع إي إس بي إن إف سي (الإنجليزية)
- باتريسيو أبرهام على موقع قاعدة بيانات كرة القدم.إي يو (الإنجليزية)
- باتريسيو أبرهام على موقع Soccerway.com (الإنجليزية)
- باتريسيو أبرهام على موقع عالم كرة القدم.نت (الإنجليزية)
- باتريسيو أبرهام على موقع AS.com (الإسبانية)

- Profile at BDFA Profile at
- Profile at Ceroacero Profile at
- Profile at Soccerway Profile at